# Кизельброн
Кизельброн (нем. Kieselbronn) — община в Германии, районный центр, расположен в земле Баден-Вюртемберг. 
Подчиняется административному округу Карлсруэ. Входит в состав района Энц.  Население составляет 2990 человек (на 31 декабря 2010 года). Занимает площадь 8,63 км².